# Стратмур Мејнор (Кентаки)
Стратмур Мејнор (енгл. Strathmoor Manor) град је у америчкој савезној држави Кентаки.

## Демографија
По попису из 2010. године број становника је 337, што је 4 (1,2%) становника више него 2000. године.
| Група             | 2000.       | 2010.       |
| Белци             | 326 (97,9%) | 317 (94,1%) |
| Афроамериканци    | 0 (0,0%)    | 6 (1,8%)    |
| Азијати           | 3 (0,9%)    | 4 (1,2%)    |
| Хиспаноамериканци | 3 (0,9%)    | 10 (3,0%)   |
| Укупно            | 333         | 337         |